# Älgmossen

Älgmossen är en bydel i östra Pörtom i Närpes kommun, Österbotten.
Den gränsar mot byn Österland i öster. Närliggande bydelar/gårdsgrupper är Sidbäck, Pilkbacken, Korpbäcken och Syrmossback.